# Parafia Wszystkich Świętych w Bliznem
Parafia Wszystkich Świętych w Bliznem – parafia rzymskokatolicka znajdująca się w archidiecezji przemyskiej, w dekanacie Domaradz.

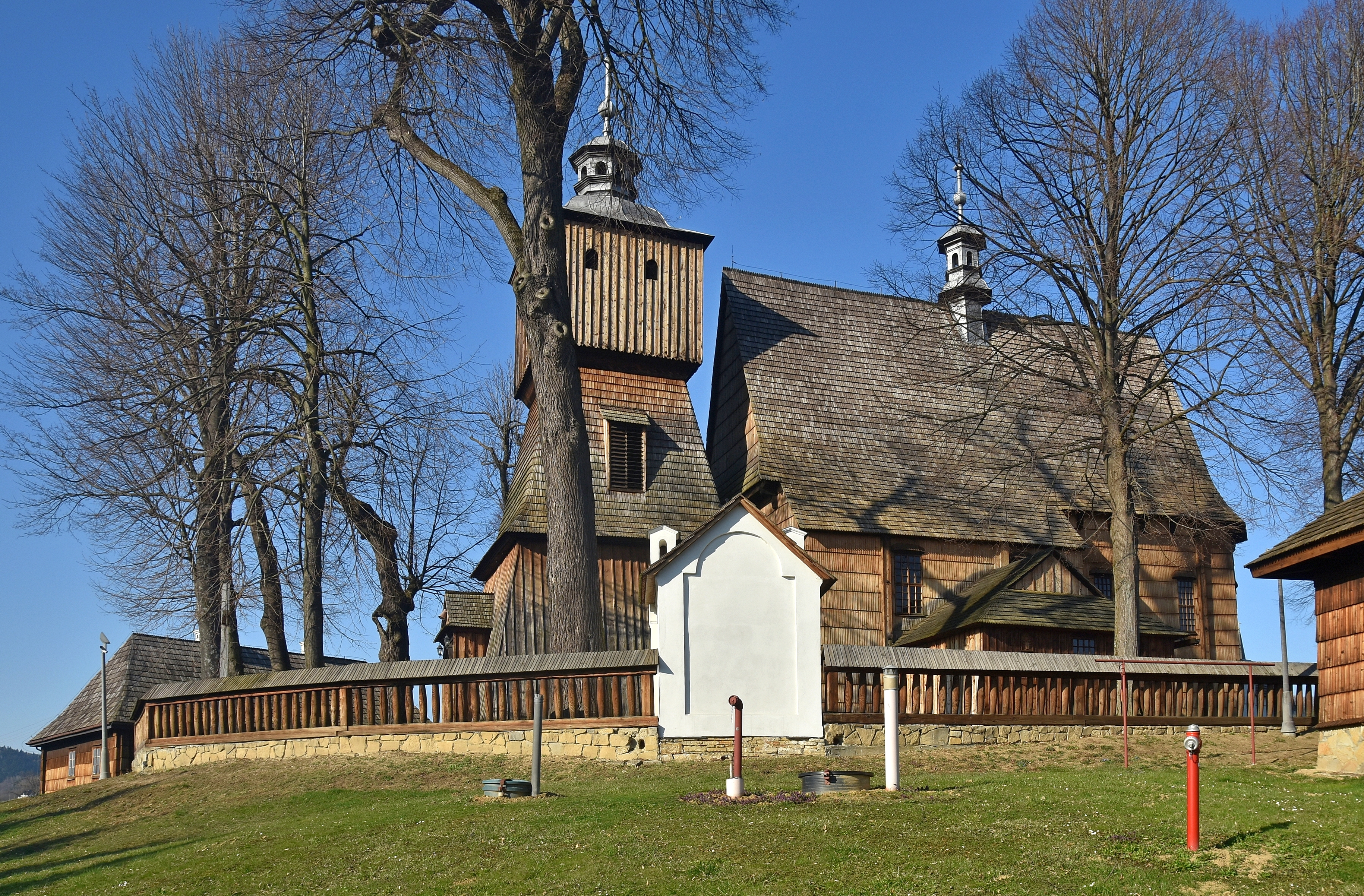
Drewniany kościół  w Bliznem (UNESCO)
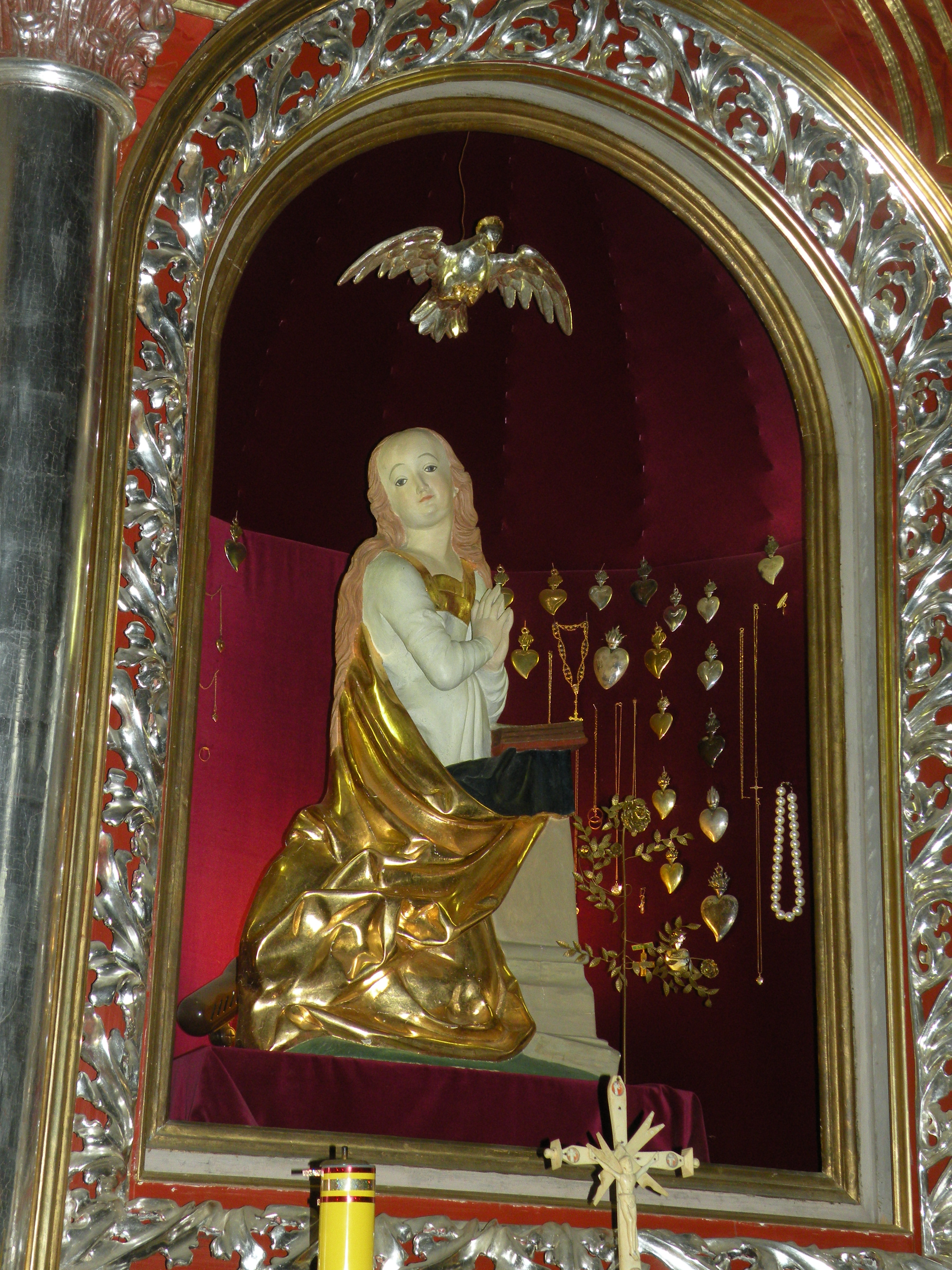
Łaskami słynąca figura Matki Bożej